# 影像穩定器

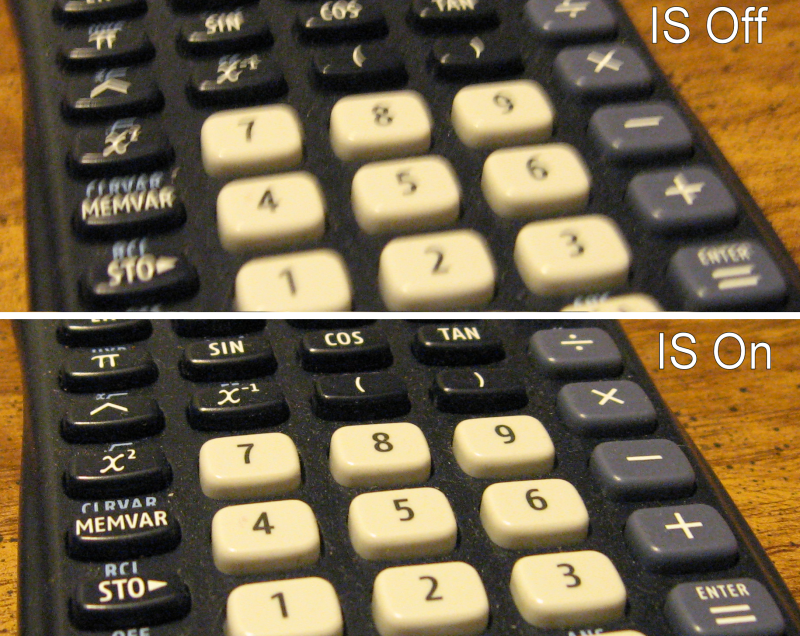
鍵盤特寫。防抖功能存在與否的比較。

影像穩定器（英語：Image stabilization），也譯作圖像穩定器，為一個光學防手震系統，利用陀螺儀感測器判定晃動的方向，移动镜头的鏡片或者传感器，使得成像清晰。一般使用於長距離攝影時。部分鏡頭的穩定器設有「模式1」及「模式2」可供切換，「模式1」可穩定一般拍攝時之晃動；而「模式2」只穩定上下晃動，方便拍攝移動中的物體。

## 關連項目
- 自适应光学
- 光学防抖

## 外部連結
- Roll test
- Norwegian sunrise - behind the scenes stabilization.